# Zhejiangers
Zhejiangnezen of Zhejiangers zijn Han-Chinezen die de taal Wu spreken, van wie hun jiaxiang in de provincie Zhejiang ligt of allebei en waar Wu het meest gesproken dialect is. Het is een volk, maar waarbinnen ook aparte groepen bestaan, zoals de Wenzhounezen.
In dorpen in Zhejiang wordt vaak het spel hujichongbangqi 虎雞蟲棒棋 gespeeld. De lokale variant van Chinese opera is hier Zhejiangnese Yue-opera.
Er bestaat op de eilanden Zhoushan een regionale variant van het Chinese huwelijk, die xiangxi 相喜 wordt genoemd.

## Emigratie
Er wonen veel Zhejiangers buiten Zhejiang, beter gezegd buiten de Volksrepubliek China, bijvoorbeeld ook veel in Nederland en Noord-Amerika. In Spanje >80%, Italië, Frankrijk en Oost-Europa vormen de Zhejiangers een aanzienlijk aandeel onder de Chinese migranten. Ze staan bekend om hun handelsgeest en hun Chinees nationalisme. Veel Zhejiangers zijn door hun handelsgeest naar afgelegen gebieden van China gemigreerd, zoals naar Tibet en Xinjiang om daar handel te drijven.

## Verenigingen
Er bestaan in de hele wereld veel verenigingen van Chinezen die uit Zhejiang komen, maar ook handels- en ondernemersverenigingen van Zhejiangers.
Geboortestreekverenigingen:
- Asociación de Wenzhou de España
- Asociación de Qingtian de España 西班牙青田同乡会
- Vereniging van Wenzhou Chinezen in Nederland 旅荷温州同乡会
- Vereniging Van Yong Jia Chinezen in Nederland 旅荷浙江永嘉同鄉會
- Chekiang Qingtian Chinezen in Nederland 旅荷浙江青田同乡会
- Nederlandse Vereniging van Wen Cheng 荷兰文成同乡会
- Algemene Chinese Vereniging in Nederland of Ouhai-geboortestreekvereniging 瓯海同乡会
- Wenzhou geboortestreekvereniging in Zuid-Afrika 南非温州同乡会
- Associação Bdos Conterraneos De Wenzhou Da Provincia Zhejiang Em Portugal

Handels- en ondernemersverenigingen:
- Zhejiang handelsvereniging in Zuid-Afrika 南非浙江商会
- Business Club van Wenzhou Chinezen in Nederland

## Bekende Zhejiangers
- Wang Yangming 1472–1528
- Chiang Kai-shek 1887–1975
- Michael Miu 1958
- Stephen Chow 1962
- Ho-Pin Tung 1982